# Адміністративний поділ Донецької області на 1 січня 1937 року

## Донецька область. 1 січня 1937 року
Донецька область, 1 січня 1937 року, ділилася на райони та міста, підпорядковані області
- Старобільська округа (центр — м. Старобільськ)
- загальна кількість районів — 43
- загальна кількість міст, підпорядкованих області — 13
- Знов утворені:

1. Боково-Антрацитівський район (25 червня 1936 року) із частини Краснолуцької міськради
2. Дзержинський район (25 червня 1936 року) із частини Горлівської міськради
3. Кагановський район (25 червня 1936 року) із частини Кадіївської міськради
4. Сніжнянський район (25 червня 1936 року) із частини Чистяківської міськради
5. Харцизький район (25 червня 1936 року) із частини Макіївської міськради

- центр області — м. Сталіно
- список районів:
  1. Амвросіївський (с. Донецько-Амвросіївка)
  2. Біловодський (с. Біловодськ)
  3. Білокуракинський (Старобільська округа, с. Білокуракине)
  4. Білолуцький (с. Білолуцьк)
  5. Боково-Антрацитівський (смт Боково-Антрацит)
  6. Будьонівський район (с. Будьонівка)
  7. Велико-Янісольський (с. Великий Янісоль)
  8. Верхньо-Теплівський російський (с. Верхня Теплівка)
  9. Волноваський (пос. Волноваха)
  10. Володарський (с. Володарське)
  11. Дзержинський (смт імені т. Дзержинського)
  12. Добропільський (с. Добропілля)
  13. Євсузький (Старобільська округа, с. Євсуг)
  14. Кагановський (смт імені Кагановича)
  15. Косіорівський (Старобільська округа, с. Косіорове)
  16. Лиманський (смт Красний Лиман)
  17. Лисичанський (пос. Лисичанськ)
  18. Лозно-Олександрівський (Старобільська округа, с. Лозно-Олександрівка)
  19. Марківський (с. Марківка)
  20. Мар'їнський (смт Мар'їнка)
  21. Міловський (с. Мілове)
  22. Містківський (Старобільська округа, с. Містки)
  23. Нижньо-Дуванський ((Старобільська округа, с. Нижня Дуванка)
  24. Ново-Айдарський (с. Новий Айдар)
  25. Ново-Астраханський (Старобільська округа, с. Нова Астрахань)
  26. Ново-Псковський (с. Новопсков)
  27. Олександрівський (с. Олександрівка)
  28. Ольгинський (с. Ольгинка)
  29. Покровський район (с. Покровське)
  30. Постишевський (смт Постишеве)
  31. Ровеньківський (смт Ровеньки)
  32. Рубіжанський (пос. Рубіжне)
  33. Сватівський (смт Сватове)
  34. Слов'янський (м. Слов'янськ)
  35. Сніжнянський район (смт Сніжне)
  36. Сорокинський (пос. Сорокине)
  37. Старобільський (м. Старобільськ)
  38. Старо-Бешевський (с. Старо-Бешеве)
  39. Старо-Каранський (с. Стара Карань)
  40. Старо-Керменчицький (с. Старий Керменчик)
  41. Тельманівський (с. Тельманове)
  42. Троїцький район (Старобільська округа, с. Троїцьке)
  43. Харцизький район (смт Харцизьк)

- список міськрад:
  1. Артемівська
  2. Ворошиловградська
  3. Ворошиловська
  4. Горлівська
  5. Кадіївська
  6. Костянтинівська
  7. Краматорська
  8. Краснолуцька
  9. Макіївська
  10. Маріупольська
  11. Орджонікідзевський (до 27 травня 1936 року — Єнакієвський)
  12. Сталінська
  13. Чистяківська